# 布氏花蟹蛛
布氏花蟹蛛（学名：Xysticus berlandi）为蟹蛛科花蟹蛛属的动物。分布于古北界以及中国大陆的内蒙古、浙江等地。该物种的模式产地在内蒙古。